# 뷸라하이츠 대학교
뷸라하이츠 대학교(Beulah Heights University, BHU)는 미국 조지아주 애틀랜타에 위치한 기독교 사립대학교이다. 1918년에 설립된 이 대학은 신학, 경영학, 리더십, 교육학 등을 포함한 다양한 학문 분야에서 학사, 석사, 박사 학위를 제공한다. BHU는 기독교적 가치를 바탕으로 한 교육을 강조하며, 영적 성장과 학문적 탁월성을 동시에 추구하는 것을 목표로 한다.

## 역사
뷸라하이츠 대학교는 1918년, 기독교 지도자 양성을 위한 교육 기관으로 설립되었다. 초기에는 신학 교육에 중점을 두었으며, 주로 목회자와 선교사를 훈련하는 역할을 담당했다. 이후 학문적 범위를 확대하여 신학 외에도 경영학, 리더십, 교육학 등의 분야에서 학위 과정을 운영하게 되었다.
BHU는 20세기 후반과 21세기에 걸쳐 지속적으로 발전하며, 다양한 프로그램을 도입하고 글로벌 캠퍼스를 운영하기 시작했다. 현재 일본 등 해외에서도 교육 프로그램을 제공하며, 온·오프라인을 결합한 하이브리드 교육 시스템을 통해 전 세계 학생들에게 학습 기회를 제공하고 있다.

## 교육과정

### 학위 과정
뷸라하이츠 대학교는 학사, 석사, 박사 과정을 운영하며, 다양한 전공을 제공한다.
- 학사 과정 (Undergraduate Programs)
  - 신학 (Religious Studies)
  - 경영학 (Business Administration)
  - 리더십 (Leadership)
- 석사 과정 (Graduate Programs)
  - 목회학 석사 (Master of Divinity, M.Div.)
  - 신학 석사 (Master of Religious Studies)
  - 기독교 리더십 석사 (Master of  Leadership)
  - 경영학 석사 (Master of Business Administration, MBA)
- 박사 과정 (Doctoral Programs)
  - 목회학 박사 (Doctor of Ministry, D.Min.)
  - 조직 리더십 박사 (Doctor of Organizational Leadership, Ph.D.)

### 교육 방식
BHU는 학생들의 다양한 필요를 충족시키기 위해 온·오프라인 수업을 병행하는 하이브리드 학습 시스템을 운영하고 있다. 이를 통해 전 세계 어디에서나 학업을 지속할 수 있도록 유연한 학습 환경을 제공한다.

## 캠퍼스 및 시설

### 본교 (Atlanta Main Campus)
뷸라하이츠 대학교의 본교는 미국 조지아주 애틀랜타에 위치하고 있으며, 학생들에게 최적의 학습 환경을 제공한다. 캠퍼스 내에는 강의실, 도서관, 기숙사, 학생 상담 센터, 채플(예배당) 등이 마련되어 있다.

### 귀넷 캠퍼스 (Gwinnett Campuses)
한인들이 많이 거주하고 있는 미국 조지아주 둘루스시에 위치하고 있으며, 한인 교수들의 심도 깊은 지도를 받을 수 있다. 또한 모든 강의는 한국어로 신청이 가능하다.

### 해외 캠퍼스 (Global Campuses)
BHU는 글로벌 교육 기관으로서 해외에서도 교육 기회를 제공하고 있으며, 현재 일본 캠퍼스(도쿄)를 운영하고 있다. 이를 통해 다양한 국적의 학생들이 BHU의 교육을 경험할 수 있다.

## 학교의 사명 및 가치
뷸라하이츠 대학교는 다음과 같은 핵심 가치를 바탕으로 교육을 제공한다.
1. 신앙과 학문의 조화 – 기독교 신앙을 바탕으로 한 학문적 탐구
2. 리더십 개발 – 미래의 크리스천 리더 양성
3. 글로벌 영향력 – 다양한 문화와 배경을 존중하는 교육
4. 사회적 책임 – 지역 사회 및 세계를 변화시키는 봉사 정신 함양

## 학생 생활
뷸라하이츠 대학교는 학생들이 학문적 성장뿐만 아니라 영적, 사회적 성장도 이루도록 다양한 프로그램을 운영하고 있다.
- 채플 및 영성 프로그램
  - 학생들은 정기적인 채플 예배에 참석할 수 있으며, 영적 성장을 위한 소그룹 활동에도 참여할 수 있다.
- 학생 조직 및 동아리
  - 리더십 개발을 위한 클럽, 기독교 선교 단체, 음악 및 예술 관련 동아리 등이 운영되고 있다.
- 국제 학생 지원 프로그램
  - 해외에서 온 학생들을 위한 문화 적응 지원, 영어 프로그램 제공

## 저명한 동문
뷸 하이츠 대학교는 다양한 분야에서 활동하는 졸업생을 배출하였으며, 많은 동문들이 기독교 지도자, 기업가, 교육자 등으로 활약하고 있다.